# Urgleptes humilis
Urgleptes humilis är en skalbaggsart som först beskrevs av Bates 1863.  Urgleptes humilis ingår i släktet Urgleptes och familjen långhorningar. Inga underarter finns listade i Catalogue of Life.